# سیارک ۳۱۸۲۴
سیارک ۳۱۸۲۴ (به انگلیسی: 31824 Elatus، نامگذاری:1999UG5) سی و یک هزار و هشتصد و بیست و چهارمین سیارک کشف شده‌است که در ۲۹ اکتبر ۱۹۹۹ کشف شد.